# Jeb Bush
John Ellis "Jeb" Bush (Midland (Texas), 11 de febrer de 1953) és un polític nord-americà. És fill del president George H. W. Bush i germà del president George W. Bush. És llicenciat en afers llatinoamericans per la Universitat de Texas. Resideix a Florida des del 1980. Del 1986 al 1988 fou Secretari de Comerç d'aquest estat, i governador del 1999 al 2007. Bush és l'únic republicà que ha fet dos mandats de governador de Florida. Malgrat això, bona part de la seva activitat política ha girat al voltant de les campanyes presidencials del seu pare.
El desembre de 2014 va comentar que potser està interessat a presentar-se com a candidat a President dels Estats Units d'Amèrica.